# StarForce
StarForce – system stosowany do zabezpieczania płyt CD oraz DVD przed kopiowaniem stworzony dla Windows przez Protection Technology. W przeciwieństwie do SafeDisc, StarForce nie ingeruje w strukturę fizyczną płyty. Zabezpieczenie korzysta z 24 bitowego alfa-numerycznego klucza, który jest wprowadzany tylko raz, przy pierwszym uruchomieniu programu. Pozwala to w przyszłości na identyfikację oryginału i kopii.
Stopień trudności jego złamania zależy od tego, jaką wersję użyto i ile razy procedura zabezpieczania została wykonana na pliku.

## StarForce Family
- StarForce Pro 3 – wymaga wprowadzenia specjalnego CD-KEYa podczas instalacji
- StarForce Keyless – zmodyfikowana wersja poprzedniczki, nie wymaga klucza, ponieważ jest on przechowywany na dysku
- StarForce 3.5 – dodano wsparcie dla 64-bitowych systemów. Poprzednie wersje odmawiały instalacji oprogramowania lub restartowały komputer
- StarForce FrontLine 4.0 – pełne wsparcie dla 64-bitowych systemów oraz 32/64-bitowego Windows Vista
- StarForce FrontLine 4.7
- StarForce FrontLine 5.0

## StarForce 3.0
StarForce 3.0 ma reputację szczególnie trudnego do złamania. Mimo to, crackerom udaje się obejść zabezpieczenia, lecz zajmuje im to niekiedy nawet ponad rok od czasu premiery, jak w przypadku Splinter Cell: Chaos Theory. Część gier wymaga także poradników odnośnie do jak zainstalować „złamaną” aplikację.